# Ана (тропический шторм, 2009)
Тропический шторм Ана — первый из тропических циклонов, достигший уровня тропического шторма в сезоне атлантических ураганов 2009 года.
11 августа 2009 года связанная с тёплой воздушной волной область низкого атмосферного давления организовалась в тропическую депрессию, после чего на краткий период достигла штормового уровня и снова перешла в категорию тропической депрессии по шкале классификации ураганов Саффира — Симпсона. 14 августа в 1735 километрах к востоку от Малых Антильских островов малоградиентное барическое поле восстанавливается до уровня тропической депрессии, а к утру следующего дня повторно набирает силу тропического шторма. 16 августа тропический шторм пошёл на спад до уровня тропической депрессии и к началу суток 17 августа 2009 года рассеялся вблизи побережья Пуэрто-Рико.
Последствия прохождения тропического шторма Ана оказались практически нулевыми и были прежде всего связаны с умеренными осадками и несколькими грозами. В Пуэрто-Рико уровень осадков составил 70 миллиметров, дождями затопило несколько улиц, в результате чего пришлось эвакуировать учащихся и персонал нескольких школ.

## Метеорологическая история

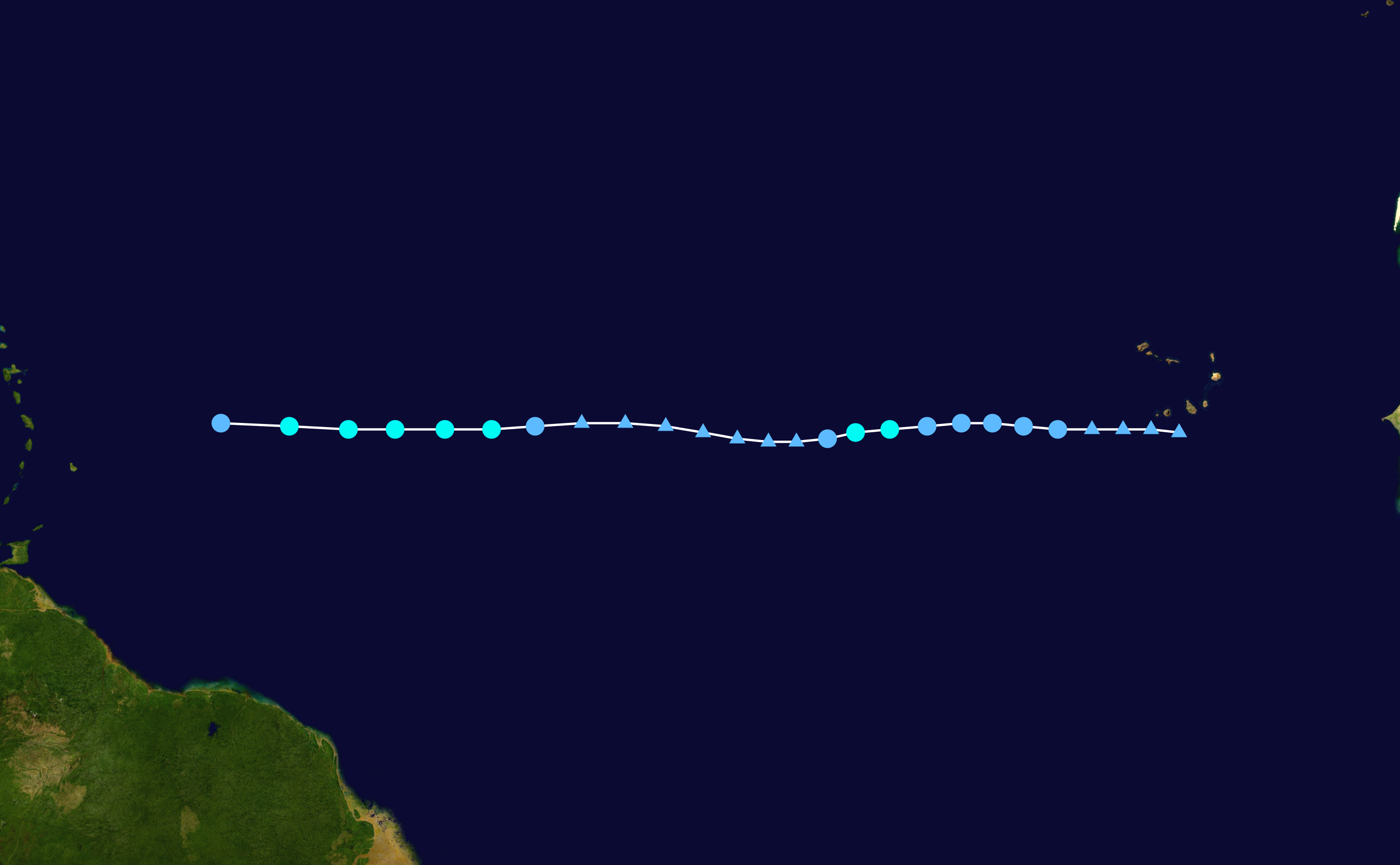
Траектория движения тропического шторма Ана

9 августа 2009 года Национальный центр прогнозирования ураганов США зарегистрировал тропическую воздушную волну и связанную с ней конвекцию воздушных масс между архипелагом Кабо-Верде и западным побережьем Африки. Образовавшаяся при этом область низкого давления взяла курс на запад, в течение нескольких дней медленно перемещалась в направлении Карибского моря, усилившись в ночь на 11 августа до второй по счёту в сезоне атлантических ураганов 2009 года тропической депрессии. К утру 11 августа циклон находился на расстоянии 455 километров к западу от Кабо-Верде, представляя собой глубокую депрессию с развитой системой конвективных потоков вокруг собственного центра вращения. В течение суток происходило незначительное усиление атмосферного образования, связанное с прохождением области тёплого морского течения с низким сдвигом ветра.
12 августа Национальный центр прогнозирования ураганов США (NHC) сообщил о приближении уровня интенсивности тропической депрессии 2 к показателю тропического шторма. Прогноз NHC основывался на появлении сильной волны конвективного потока вокруг центра вращения циклона. Несколько часов спустя депрессия перешла в фазу тропического шторма с показателем устойчивой скорости ветра на пике интенсивности в 65 км/ч (атмосферное давление в центре циклона составило 753 миллиметра ртутного столба). Спустя 12 часов шторм ослабел до тропической депрессии в связи с возникшими сдвигами ветра в атмосферном образовании, а к концу суток вновь набрал силу тропического шторма. При этом уровень глубокой конвекции воздушных потоков сократился, полностью ликвидировав грозовую активность циклона. 13 августа во второй половине дня тропическая депрессия выродилась в область низкого давления без конвективных образований и Национальный центр прогнозирования ураганов в течение следующих 24 часов фиксировал минимальную циклонную активность. Тогда же NHC выпустил окончательную сводку по циклону с пометкой о возможном восстановлении атмосферной активности в районе расформированного шторма.

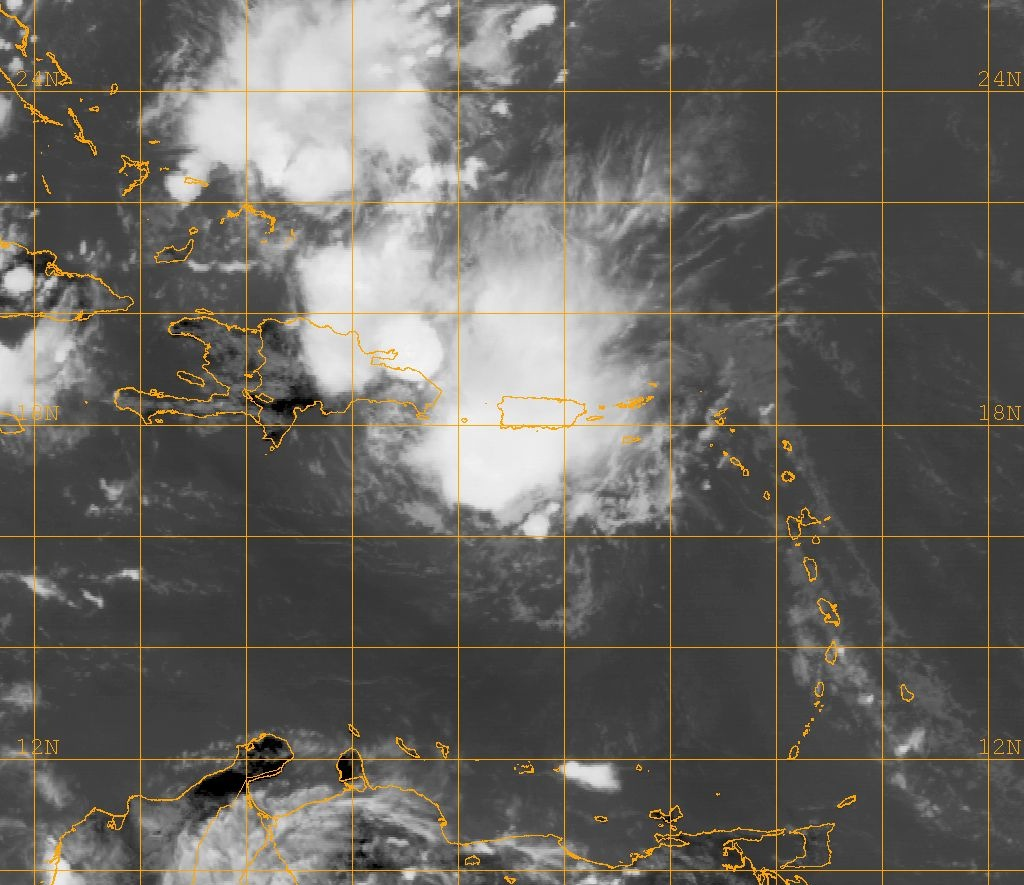
Тропическая депрессия Ана у побережья Пуэрто-Рико

14 августа в начале суток началось повторное образование области конвекции воздушных потоков. В этот же день в район циклона специальным подразделением Hurricane Hunters были запущены метеорологические зонды, по данным которых Национальным центром прогнозирования ураганов США был сделан вывод о том, что циклон находится в процессе регенерации и вскоре после этого перешёл в категорию тропической депрессии. Центр циклона находился к тому времени в 1735 километрах к востоку от Малых Антильских островов, сам циклон продолжал движение на запад, обходя область действия постоянного Азорского антициклона в Северной Атлантике. Ранним утром 15 августа Национальный центр прогнозирования ураганов США повысил статус циклона до первого в сезоне тропического шторма, присвоив ему имя «Ана» из списка резервированных наименований штормов сезона атлантических ураганов 2009 года.
16 августа скорость передвижения шторма начала увеличиваться и в этот момент буря быстро перешла в область сухих, устойчивых воздушных масс. Как показал последующий анализ событий, в новой среде стихия растеряла всю свою силу до степени обычной тропической волны, тем самым перестав быть тропическим циклоном. К концу суток метеозонды передали информацию об отсутствии в циклоне штормовых ветров, основываясь на которой Национальный центр прогнозирования ураганов понизил статус Аны до тропической депрессии. Несколько часов спустя были зафиксированы новые формирующиеся направления глубокой конвекции в районе прохождения циклона, скорость ветра достигала 42 км/ч с направлением на запад-северо-запад. Тем не менее, данная атмосферная деятельность была порождена очередной тропической волной и не имела никакой связи с прошедшей до этого тропической депрессией «Ана». Ранним утром 17 августа радиолокационные исследования «Аны» в районах Гваделупы и Сан-Хуана в Пуэрто-Рико показали, что депрессия полным ходом идёт к своему расформированию. Несмотря на это, NHC продолжал выпускать штормовые предупреждения вплоть до подтверждения данных радиолокации снимками со спутников, полученными в видимом диапазоне. В тот же день ещё один самолёт Hurricane Hunters исследовал атмосферную деятельность депрессии и так же подтвердил данные радиолокационных орбитальных станций. Вскоре после этого Национальный центр прогнозирования ураганов США констатировал расформирование тропической депрессии в районе южного побережья Пуэрто-Рико. Остатки циклона продолжали двигаться на запад-северо-запад, однако метеорологическая ситуация не позволяла ему восстановиться до уровня тропического шторма. Вскоре последние остатки циклона были рассеяны на побережье Кубы.

## Подготовка к встрече шторма

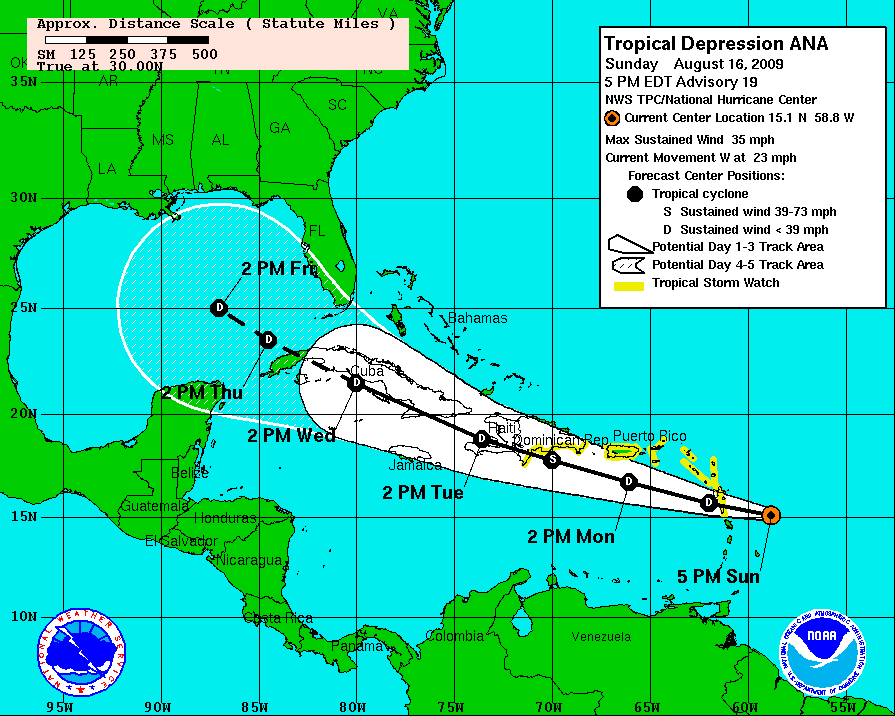
Прогнозируемые пути движения тропического шторма Ана и районы, в которых были объявлены штормовые предупреждения (выделены жёлтым)

Во второй половине дня 15 августа правительство Нидерландских Антильских островов объявило штормовое предупреждение для района Синт-Маартен и островов Саба и Синт-Эстатиус. Несколько часов спустя аналогичные предупреждения объявил ряд стран для районов, входящих в зону Малых Антильских островов: Антигуа, Барбуда, Британские Виргинские острова, Монтсеррат, Сент-Китс и Невис и Ангилья. Ранним утром 16 августа штормовое оповещение было выпущено в Пуэрто-Рико, а через пару часов и на Доминике. До обеда 17 августа предупреждения о надвигающемся шторма объявлялись для районов Гваделупа, остров Святого Мартина, Сен-Бартельми, восточной области Доминиканской Республики между Кабо-Энганьо и Кабо-Беата. Вскоре после ослабления шторма «Ана» до тропической депрессии штормовое предупреждение было отменено в Доминике, а ранним утром следующих суток — на Антигуа и Барбуде. В начале второй половины дня тропическая депрессия вошла в Карибское море и уровень опасности был распространён на всё северное побережье Доминиканской Республики. Несколько часов спустя депрессия расформировалась до области низкого давления, поэтому штормовые предупреждения были отменены во всех странах.
Для предупреждения катастрофических последствий туристические фирмы Синт-Маартена перенаправили зафрахтованные круизные лайнеры в другие районы, несколько судов ушли в лагуну Симпсон-Бей, где морские волны, как правило, не достигают штормовых размеров. Из потенциально наиболее уязвимых участков прибрежной провинции Сан-Кристобаль на юге страны усилиями местной администрации эвакуировали 40 семей. В Доминиканской Республике власти провели мероприятия по созданию бригад спасателей и организовали несколько убежищ от стихии. 17 августа Национальная метеорологическая служба США в Сан-Хуане выпустило предупреждение о возможности незначительных наводнений и паводков во всех муниципальных образованиях в восточной части острова. Все авиарейсы в Пуэрто-Рико были отложены до прохождения шторма. В Доминиканской Республике местные власти объявили предупреждение о возможном подтоплении 12 провинций страны, поскольку ожидаемый уровень осадков составлял к тому времени 150 мм. Органы гражданской обороны и воинские части в южных районах острова находились в состоянии полной готовности на случай возникновения стихийных бедствий.
| Хронология ввода / отмены штормовых предупреждений | Хронология ввода / отмены штормовых предупреждений | Хронология ввода / отмены штормовых предупреждений |
| Дата / Время (UTC)                                 | Действие                                           | Регион |
| -------------------------------------------------- | -------------------------------------------------- | --- |
| 15 августа 21:00                                   | объявление штормового предупреждения               | о-ва Синт-Маартен, Саба и Синт-Эстатиус |
| 16 августа 03:00                                   | объявление штормового предупреждения               | о-ва Антигуа, Барбуда, Британские Виргинские острова, Монтсеррат, Сент-Китс, Невис и Ангилья                                                                 |
| 16 августа 03:00                                   | объявление штормового предупреждения               | Американские Виргинские острова |
| 16 августа 09:00                                   | объявление штормового предупреждения               | о. Пуэрто-Рико |
| 16 августа 15:00                                   | объявление штормового предупреждения               | о-ва Доминика, Гваделупа, Святого Мартина, Сен-Бартельми |
| 16 августа 21:00                                   | объявление штормового предупреждения               | восточный район Доминиканской Республики — сектор между Кабо-Энганьо и Кабо-Беата                                                                            |
| 17 августа 00:00                                   | отмена штормового предупреждения                   | о. Доминика |
| 17 августа 09:00                                   | отмена штормового предупреждения                   | о-ва Антигуа, Барбуда и Монтсеррат |
| 17 августа 15:00                                   | отмена штормового предупреждения                   | о-ва Святого Мартина, Саба, Синт-Эстатиус, Британские Виргинские острова, Монтсеррат, Антигуа, Барбуда, Сент-Китс, Невис, Ангилья, Гваделупа и Сен-Бартельми |
| 17 августа 15:00                                   | отмена штормового предупреждения                   | восточный район Доминиканской Республики — сектор между Кабо-Энганьо и Кабо-Беата                                                                            |
| 17 августа 15:00                                   | объявление штормового предупреждения               | северный район Доминиканской Республики — сектор между Пунта-Паленке и государственной границей с Гаити                                                      |
| 17 августа 21:00                                   | отмена штормового предупреждения                   | везде |

## Влияние и последствия

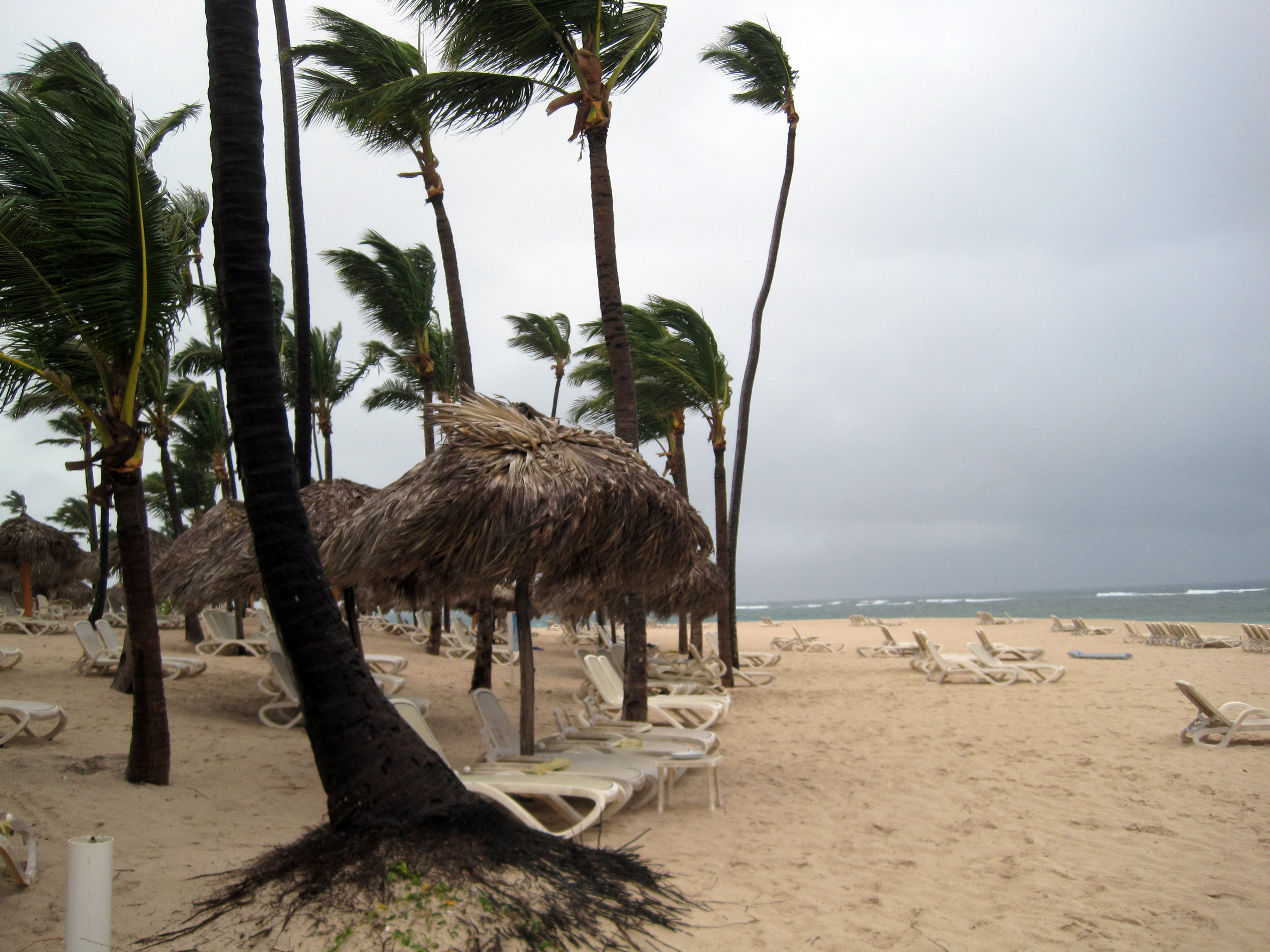
Утро 17 августа. Опустевший на время шторма пляж в доминиканской провинции Ла-Альтаграсия.

При прохождении шторма Ана скорость ветра в Сент-Томасе (Американские Виргинские острова) достигла 45 км/ч с порывами до 65 км/ч. В Пуэрто-Рико проливные дожди вызвали небольшое наводнение, причинившее незначительный ущерб муниципалитетам страны. Так, в Аресибо пришлось отселить людей из нескольких школ, а ряд шоссе в столичной зоне оказались затопленными на какое-то время. В городе Луиза выпало 44 мм осадков в течение второй половины 17 августа, наибольшее число осадков в 70 миллиметров было зарегистрировано в муниципалитете Рио-Гранде. Дожди вызвали повышение общего уровня воды в реке Рио-Фахарадо, имели место не оправдавшиеся опасения о том, что река может выйти из берегов. По всей территории острова около 6 тысяч человек осталось без электроэнергии по из-за упавших на линии электропередач деревьев. Поступали сообщения о торнадо, водяных смерчах и тропических ливнях, синоптиками прогнозировалось, что в горных районах Доминиканской Республики уровень осадков может превысить 150 мм, однако никаких фактов об этом зарегистрировано не было.
Другими словами, в силу своей нестабильной, изменчивой природы, Ана не нанесла существенного ущерба экономике и инфраструктуре северо-восточных Карибских островов, не оправдав мрачных прогнозов метеорологов.
Тропический шторм Ана 2009 года за всю историю наблюдений стал уже шестым атлантическим циклоном с таким именем. Остальные пять приходились на сезоны 1979, 1985, 1991, 1997 и 2003 годов. Все шесть одноимённых циклонов смогли достигнуть силы тропического шторма, но ни один не набрал мощности урагана. Не оставив после себя сколь-либо серьёзных последствий, шторм 2009 года не закрепил своё название за собой и в следующий раз имя Ана будет использовано в сезоне атлантических ураганов 2015 года.